# Запорошенные пеплом
«Запорошенные пеплом» (англ. Exiled; латыш. Pelnu sanatorija) — латвийская военная драма Дависа Симаниса-младшего 2016 года.
Премьера фильма состоялась 21 января 2016 года в кинотеатре Splendid Palace в Риге. Фильм получил премию «Большой Кристап 2016» в номинациях «Лучшая мужская роль» и «Лучший художник-постановщик».

## Сюжет
Действие фильма происходит в конце Первой мировой войны на побережье Курземе. Немецкого врача в отставке Ульриха направляют в скрытый от посторонних глаз санаторий, где лечатся контуженные и травмированные психически солдаты и офицеры. Перед ним открывается странный, иррациональный мир, но тот не приносит Ульриху спокойствия. Единственным светлым пятном в его существовании становится знакомство с мальчиком-сиротой, столь же одиноким и потерянным в этом враждебном мире, как и сам Ульрих. Вместе они готовы убежать как можно дальше от этой войны, но та настигает их снова и снова.

## В ролях
- Ульрих Маттес — Ульрих
- Агнесе Будовска — Эмма
- Дмитрий Ялдов — мальчик
- Том Дж. Бенедикт — Каспарс
- Леонид Ленц — Ризакс
- Петерис Лиепиньш — старик

## Съёмочный процесс
Съёмки начались в 2013 году и проходили в нескольких местах в Латвии: Лаздонская усадьба, Кабиле, улица Аристида Бриана в Риге, Гауйский национальный парк, Лиепая, Порт Александра III, киногород «Синевилья» и музей Рождественской битвы в Тирельпурвe.

## Критика
По мнению кинокритика Дмитрия Ранцева: «Это мрачное, в известной степени медитативное исследование извечного конфликта созидательных и разрушительных сил. Это многоплановая драма с сознательно приглушёнными узловыми точками, полная принципиально не разгадываемых тайн и недоговорённостей. Внутреннее напряжение картины поддерживается выразительными средствами, позаимствованными из арсенала триллера, однако по сути фильм артхаусный, его невозможно втиснуть в рамки жанровых дефиниций — здесь невероятно сильна интенция авторского высказывания».
Кристофер Ласо ставит фильму 4 из 10, положительно отметив пейзажи и игру Ульриха Маттеса, а отрицательно — сценарий и режиссуру.